# Грин, Робсон
Робсон Грин (англ. Robson Golightly Green) — английский актёр и певец, автор песен и режиссёр.

## Биография
Он родился 18 декабря 1964 года в Хаксеме (Нортумберленд, Великобритания). Рос в небольшой деревне Дадли, на севере Ньюкасла, где его отец работал в каменноугольной шахте. Вдохновленный реактивными самолётами, Робсон Грин захотел вступить в Королевские военно-воздушные силы Великобритании. Учась в средней общеобразовательной школе в Дадли, он стал кадетом Британского воздушного тренировочного корпуса (Air Training Corps). Робсон также увлекся игрой на гитаре, а позже, в 1982 году, создал свою первую группу «Solid State». Затем он посещал раз в неделю драматический центр в деревне Backworth. Робсон Грин принимал активное участие в различных театральных постановках школы и центра. После окончании школы в 16 лет он поступил в судостроительную компанию Swan Hunter чертёжником.
Робсон также занимался профессиональным боксом. Эти навыки очень пригодились ему для пьесы «Френси Николь», где он сыграл боксера. После двух лет работы в компании и двух недель в ВВС Великобритании Робсон Грин все-таки решает выбрать карьеру актёра. Он начал заниматься под руководством художественного директора Макса Робертса - его прежний директор в "Backworth". Робсон также продолжал свою музыкальную карьеру, как участник одной из успешных местных групп «The Workie Tickets». В 1988 году Робсон Грин начал свою актёрскую карьеру, снявшись в одной из серий «Shields Stories». Затем последовала роль в драматическом сериале «Катастрофа», но после 3-х серий актёр снялся в сериале «Солдат, солдат». Робсон Грин и его партнёр, актёр Джером Флинн, записали сингл «Unchained Melody». Сингл имел большой успех. Было продано более 1.9 миллионов копий в самой Великобритании. Дуэт был награждён "Music Week Awards" в 1996 году за лучший сингл и лучший альбом. Эта песня стала самой популярной песней года. Этот успех дал возможность Робсону Грину подписать контракт с телевизионной компанией ITV и сняться в фильмах «Прикосновение зла», «Reckless», «Grafters». В 1995 году Робсон Грин выиграл премию Smash Hits Poll Winner's Party Awards в категории лучший актёр.
В 1996 году Робсон Грин основал свою собственную компанию по производству фильмов «Coastal Productions» вместе со своей бизнес-партнёром Сандрой Джоблинг, тем самым дав возможность начинающим молодым актёрам реализовать свою мечту. Компания успешно выпустила много фильмов для телевидения. Большой популярностью пользовались драмы «Christmas Lights», «Northern Lights», «City Lights». В июле 1998 года актёр получил почетную степень университета Нортумбрии. А в 2002 году актёр сыграл в детективном сериале «Тугая струна», где он исполнил роль доктора Тони Хила. В сентябре 2006 года он занял 35 место в числе великих звезд ТВ по голосованию английской публики. Робсон Грин продолжает много сниматься. Среди лучших его работ «Ответный удар», «Быть человеком», «Close and True», «Unconditional Love».
Робсон представил свое собственное шоу под названием «Экстремальная рыбалка с Робсоном Грином». В одной из программ он заявил, что 90% пресноводной рыбы, пойманной рыболовами, умирает. Это заявление вызвало неодобрение со стороны рыболовов, которые считают, что Робсон наносит вред рыболовному спорту. В декабре 2009 года актёр представил свою очередную программу «Приключения Робсона Грина в диком бассейне» - путешествие по бурным рекам Британии. Друг Грина, директор телевидения Эндрю Ганн, познакомил его с терапевтом Элисон Огилви, они поженились 29 июня 1991 года, но после 8 лет совместной жизни разошлись. Когда Робсон записывал сингл «Unchained Melody» на студии "BMG", он встретил бывшую модель Ваню Сигер. В 2000 года у них родился сын Тейлор Робсон. В 2001 году Робсон и Ваня поженились в Кливдене — загородном дворце на высоком холме над Темзой в Бакингемшире. У Вани есть ещё дочь Лаура от предыдущего брака. 30 октября 2011 года супруги сообщили о своем расторжении брака. У Робсона есть племянник, актёр - Даймон Бриттон, который снялся в детском сериале «Байкер-гроув».